# Ekaterina Glikman
Ekaterina Glikman (* 1980 im Ural) ist eine russische Journalistin. Sie lebt in Schaffhausen.

## Leben
Ekaterina Katia Glikman ist Tochter eines Biologen und einer Geologin. Sie studierte von 1997 bis 2002 Journalismus an der Lomonossow-Universität in Moskau, Russlands grösster Universität. 2001 demonstrierte sie das erste Mal gegen den russischen Präsidenten Wladimir Putin, nachdem in seinem ersten Präsidentschaftsjahr die Zeitung Segodnya geschlossen wurde, für die Glikman ihr erstes Jahr als Journalistin tätig war.
Sie arbeitete von 2002 bis 2022 für die Kreml-kritische Zeitung Nowaja gaseta im Investigativ-Team. Ihre Recherchen befassen sich unter anderem mit Korruptionsfällen um illegale Fischerei, einer Bergwerksexplosion mit 150 Toten im grössten Kohlerevier Sibiriens sowie Folterungen in Tschetschenien. Auf Grund ihrer Recherchen erlebt die Journalistin wiederholt Einschüchterungs- und Zensurversuche. Während ihrer mehr als 20-jährigen Tätigkeit für Nowaja gaseta hat sie unter anderem mit der Journalistin Anna Politkovskaya bis zu deren Ermordung im Jahr 2006 sowie dem Friedensnobelpreisträger Dmitry Muratov zusammengearbeitet.
Nachdem die Zeitung unter zunehmender Einschränkung der Medienfreiheit nach Russlands Überfall auf die Ukraine vorläufig eingestellt wurde, wirkt Glikman seit 2022 von der Schweiz aus als Korrespondentin und als stellvertretende Chefredakteurin an der unabhängigen Zeitung Novaya Gazeta Europe mit. Aus Russland geflohene ehemalige Journalistinnen und Journalisten hatten die Zeitung im April 2022 gegründet. Das im lettischen Riga ansässige Medium richtet sich nach wie vor in erster Linie an die russischsprachige Bevölkerung in der ganzen Welt und positioniert sich als unabhängige und seriöse Informationsquelle darüber, was in Russland geschieht. Auf Grund der schwierigen Finanzierungsmöglichkeiten wurde in Schaffhausen der Verein Friends of Novaya Gazeta Europe ins Leben gerufen, den Glikmans Ehemann Daniel Thüler präsidiert.
Den Schweizer Journalisten Daniel Thüler hatte Glikman auf einer Thailand-Reise kennengelernt. 2022 zog sie von Moskau ins schweizerische Schaffhausen, wo Thüler damals Chefredakteur beim Schaffhauser Bock war.

## Auszeichnungen
- 2022: ProLitteris, Hauptpreis für herausragenden Journalismus.[11]
- 2022: PEC Award 2022 for the Protection of Journalists.[12]